# Rezerwat Ilmeński
Rezerwat Ilmeński (ros. Ильменский государственный заповедник) – ścisły rezerwat przyrody (zapowiednik) w obwodzie czelabińskim w Rosji. Znajduje się w rejonach: argajaszskim, briedinskim, kizilskim, miasskim i czebarkulskim. Jego obszar wynosi 301 km², a strefa ochronna 9,6 km². Rezerwat został utworzony dekretem Rady Komisarzy Ludowych RFSRR z dnia 14 maja 1920 roku. W 2004 roku został zakwalifikowany przez BirdLife International jako ostoja ptaków IBA. W 2008 roku Góry Ilmeńskie wraz z rezerwatem zostały wpisane na rosyjską listę informacyjną UNESCO – listę obiektów, które Rosja zamierza rozpatrzyć do zgłoszenia do wpisu na listę światowego dziedzictwa UNESCO”. Dyrekcja rezerwatu znajduje się w miejscowości Miass.

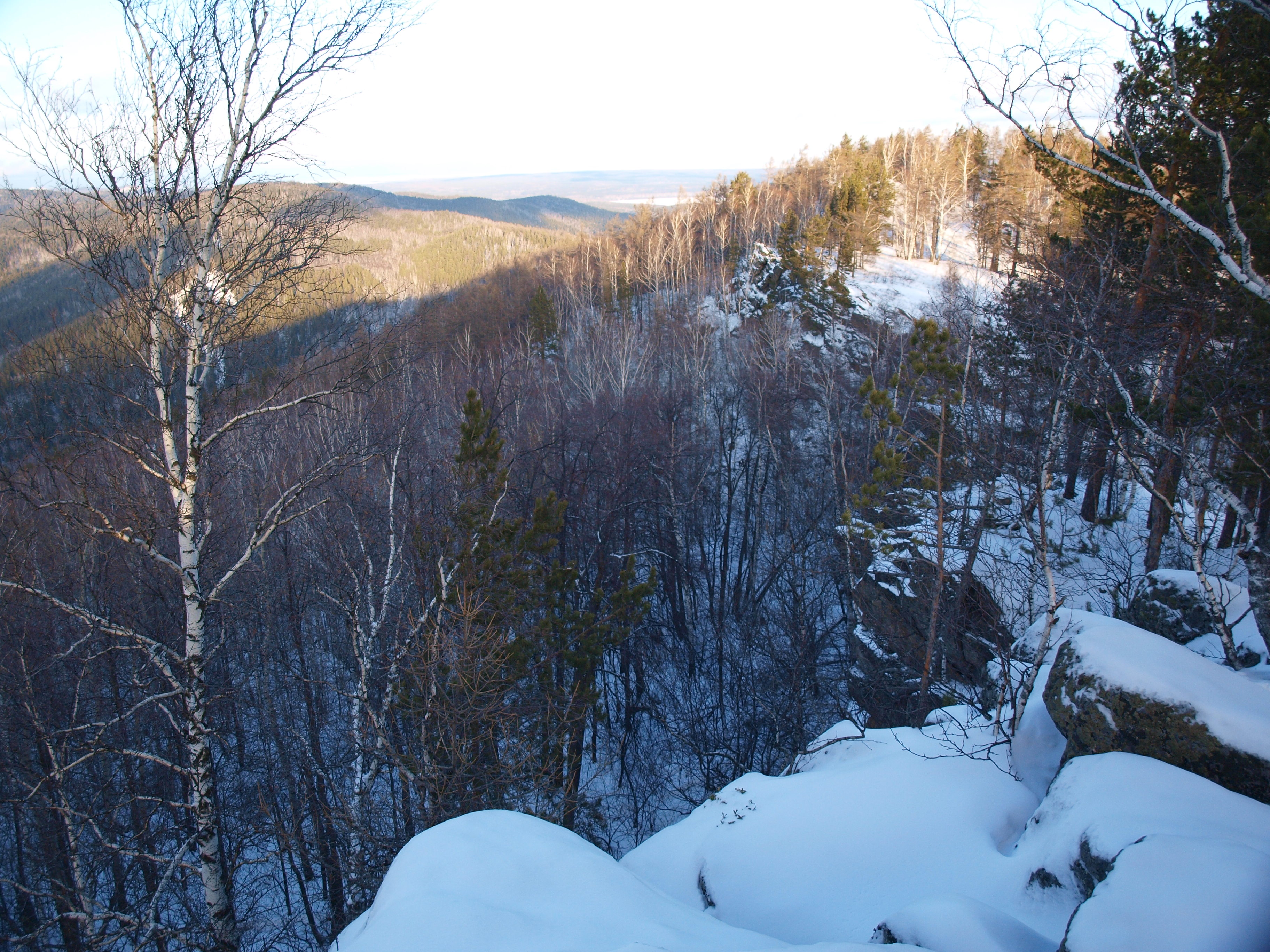
Góry Ilmeńskie

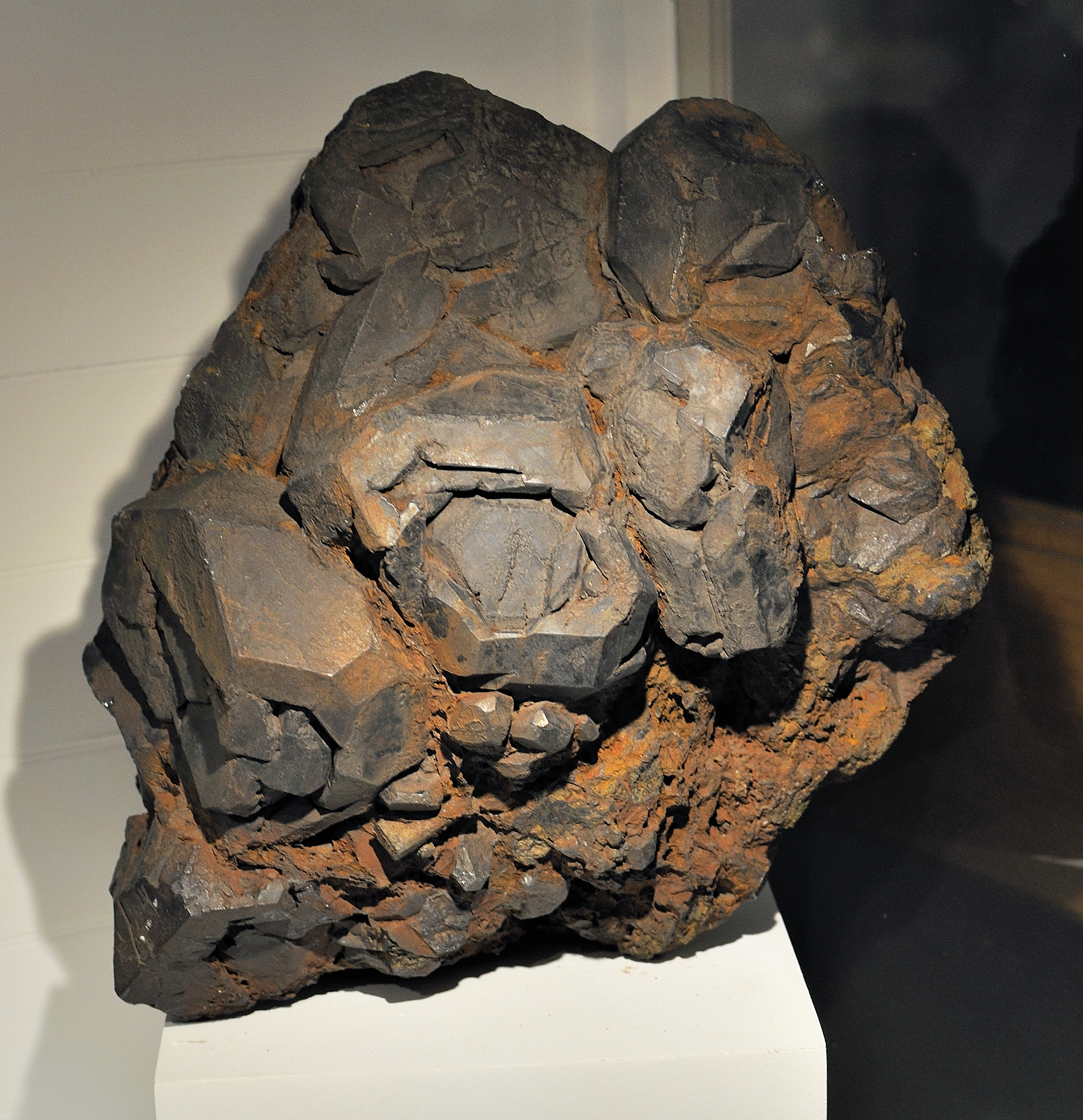
Ilmenit – ruda tytanu została po raz pierwszy odkryta na terenie rezerwatu

## Opis
Rezerwat znajduje się na wschodnich zboczach Uralu Południowego. Obejmuje większą część Gór Ilmeńskich o średnich wysokościach 400–450 m n.p.m. Najwyższym szczytem jest Ilmentau (754 m n.p.m.). Od zachodu rezerwat ogranicza rzeka Miass, od południa i wschodu – łańcuch dużych jezior pochodzenia tektonicznego. W samym rezerwacie znajduje się około 30 jezior.
Klimat jest kontynentalny. Najzimniejszym miesiącem w roku jest styczeń ze średnią miesięczną temperaturą -16 °C, najcieplejszym lipiec ze średnią miesięczną temperaturą +17 °C.

## Minerały
Góry Ilmeńskie zostały początkowo ogłoszone rezerwatem mineralogicznym (przekształconym w 1935 roku w zapowiednik), jednym z pierwszych rezerwatów utworzonych w Rosji. Główną cechą tego pasma górskiego jest jego unikalna budowa geologiczna. Tutaj, na stosunkowo niewielkim obszarze, odkryto ponad 250 minerałów – od pospolitych po najrzadsze. Są tu liczne unikalne żyły pegmatowe, które zawierają m.in.: topaz, hiacynt, akwamaryn, fenakit, granat, cyrkon, szafir, turmalin, amazonit. Po raz pierwszy na świecie odkryto tu takie skały z grupy sjenitowej, jak m.in. miaskit (od nazwy miejscowości Miass), firsyt (nazwany na cześć szczytu Firsowoj we wschodniej części Gór Ilmeńskich) i sandit (od nazwy przepływającej tu rzeki Sandy-Ełga), a także 18 minerałów, takich jak np. ilmenit, ilmenorutil, chiolit.

## Flora
85% powierzchni rezerwatu zajmują lasy. Sosna zwyczajna stanowi około 55% lasów, a brzoza brodawkowata 40%. Tereny bezleśne (łąki i stepy) stanowią 6% powierzchni rezerwatu, a bagna 1%. Flora rezerwatu liczy około 927 gatunków roślin naczyniowych, około 140 gatunków mchów, 483 gatunki glonów i 566 gatunków grzybów.

## Fauna
W rezerwacie żyje 19 gatunków ryb, 5 płazów, 5 gadów, 174 gatunki ptaków i 48 ssaków. Wśród ssaków są to m.in.: łoś euroazjatycki, zając bielak, polatucha syberyjska, gronostaj europejski, łasica syberyjska, kuna leśna, ryś euroazjatycki, wilk szary, niedźwiedź brunatny, jeleń wschodni, sarna syberyjska, bóbr europejski. Z ptaków występują tu m.in.: orzeł cesarski, bielik, łabędź krzykliwy, żuraw zwyczajny, rybołów, sokół wędrowny, cietrzew zwyczajny, głuszec zwyczajny. Gady i płazy to m.in.: gniewosz plamisty, żmija zygzakowata, jaszczurka zwinka, jaszczurka żyworodna, żaba trawna, żaba moczarowa i ropucha szara.